# 賈夫人
贾夫人（?—?），中國西漢時期皇族女性，為漢景帝妃嬪。

## 生平軼事
贾夫人事蹟不詳，只知生子赵敬肃王刘彭祖、中山靖王刘胜。
在司马迁的《史记》里她与栗姬、程姬、唐兒、王兒姁并称五宗。《史记·酷吏列传》《郅都传》提到汉景帝到上林苑，随行的贾夫人如厕时，突然一头野猪冲进厕所。汉景帝用眼神示意郅都去救贾姬，但郅都手持兵器，只保护在皇帝身旁，并不行动。汉景帝自己拿起武器想要救人，郅都跪在汉景帝前面说：“失掉一个姬妾，还会有另一位姬妾入宫，天下难道会缺贾姬这种女子吗？陛下如此轻视自己的安危，将社稷和太后置于何地？”汉景帝听了郅都的话，只好把贾姬丢在一边，最后野猪也没有伤人，跑出了厕所。

## 延伸阅读
[在维基数据编辑]
 《史記/卷059》，出自司馬遷《史記》